# Merlík čilský

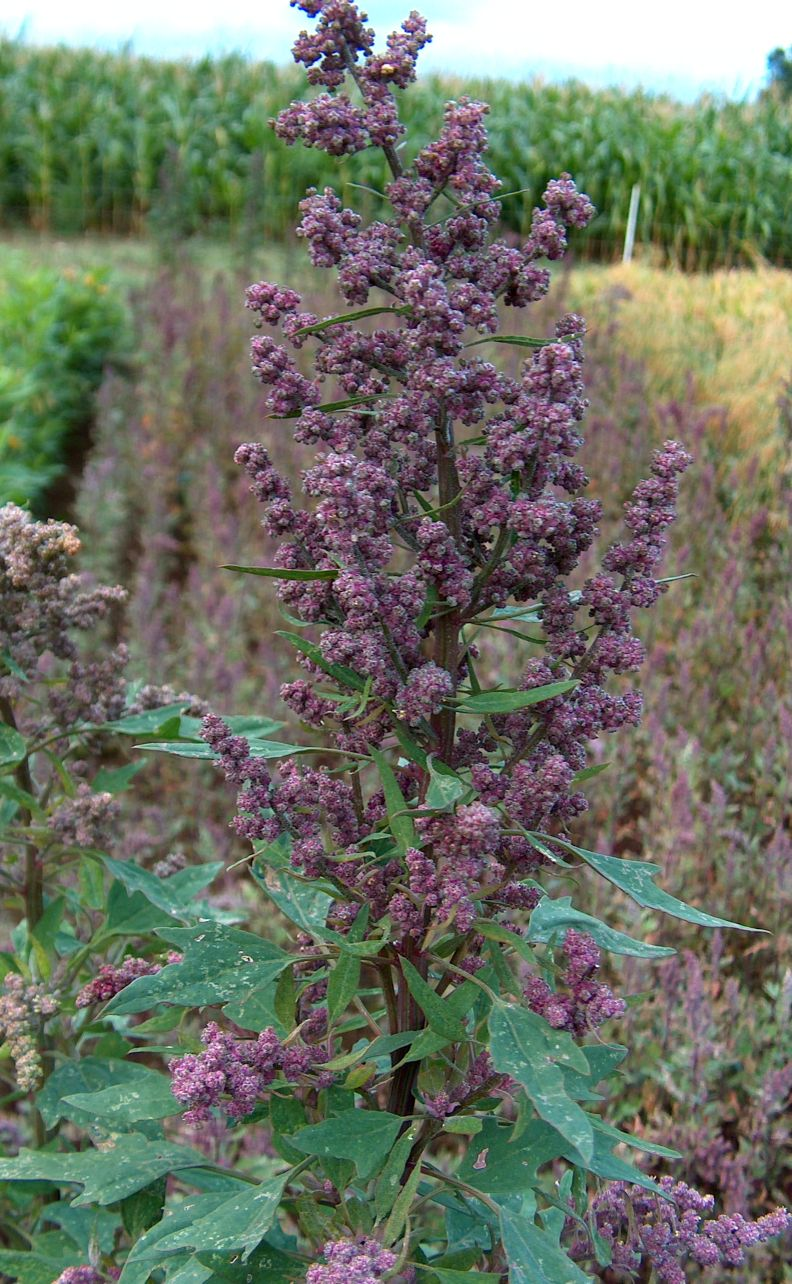
Tmavší varieta merlíku čilského

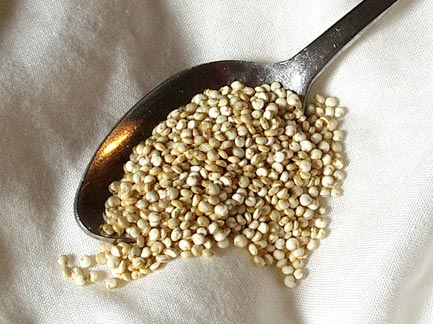
Semena

Merlík čilský, také psáno merlík chilský, či quinoa (Chenopodium quinoa), je rostlina z čeledi laskavcovitých, která je v Latinské Americe využívána převážně jako obilovina. Slovo quinoa pochází z kečuánského názvu této rostliny, kinwa nebo kinuwa.

## Zařazení
Původně byl rod merlík Chenopodium zařazen v čeledi merlíkovitých (Chenopodiaceae). Zavedením nového, moderního taxonomického systému APG III v říjnu roku 2009 byla čeleď merlíkovité vložena do čeledě laskavcovitých (Amaranthaceae) jako podčeleď merlíkové (Chenopodoideae).
Přestože se využívá stejně jako mnohé obiloviny, mezi pravé obiloviny nepatří, náleží do skupiny pseudoobilovin.

## Historie, rozšíření
Tato rostlina je stará kulturní plodina původem z pohoří And v Bolívii, Peru a Chile, kde byla domestikována a již před 5000 lety byla potravinou tehdejších obyvatel žijících na horských plošinách a v kopcovitých údolích. S kolonizaci Evropanů přišel úpadek, její pěstování bylo nahrazeno obilovinami, dochovala se jen v odlehlých oblastech Jižní Ameriky.
Rostlina se po roce 1975 znovu navrací do původních oblastí, v 21. století se pěstuje v hornatých oblastech And v Jižní Americe, tj. v Bolívii, Kolumbii, Ekvádoru, Peru a Chile. Největšími producenty jsou Peru a Bolívie, v těchto státech bylo v roce 2019 celkem vypěstováno 99 procent světové produkce. První větší pokusy o její pěstování, v rámci zdravé výživy, se rozběhly v USA a od roku 1982 také v Evropě ve Velké Británii, Holandsku, Německu a Dánsku. V České republice se pěstuje již přes 100 let v botanických zahradách jako okrasná rostlina a v poslední době i pokusně na polích.
Zvýšená poptávka po merlíku v bohaté Evropě i Severní Americe v souvislosti s jeho propagací coby zdravé (a také veganské) potraviny podstatně zvedla ceny, díky čemuž drobní jihoameričtí pěstitelé sice výrazně bohatnou, ale sami ji přestávají jíst a dávají přednost levnějším potravinám. Z merlíku se tak stává především vývozní komodita, což například bolivijská vláda podporuje, stejně jako podporuje čím dál průmyslovější pěstování. Intenzívnější pěstování (které například místo tradičního přirozeného hnojení lamím trusem vytěžuje živiny pomocí umělých hnojiv) ovšem dlouhodobě znehodnocuje půdu v tradiční oblasti pěstování a změny v krajině si tak vynucují přesun pěstování do nových oblastí.

## Popis
Merlík čilský je jednoletá bylina, která bývá průměrně vysoká od 1 do 2 metrů v závislosti na prostředí a genotypu. Je to velice variabilní druh. Stonky jsou vzpřímené, rozvětvené nebo nevětvené. Barvy širokých, členěných listů jsou proměnné, u mladé rostliny jsou zelené, pak s dozráváním se mění na žluté, červené až fialové. Je tetraploidní stejně jako blízký příbuzný druh Chenopodium berlandieri, pěstovaný hlavně v Mexiku. Hlavní zdřevnatělý kořen roste do hloubky, postranní kořeny rostou horizontálně a tvoří rozvětvený systém který pomáhá rostlině odolat suchu.
Přisedlé květy mohou být jak oboupohlavé, tak jen samčí nebo jen samičí a jsou opylovány větrem. Nahloučené květy v klubíčkách jsou uspořádány do lat, která tvoří hroznovitá květenství. Tyčinky mají krátké nitky s prašníky, čnělka má dvě nebo tři blizny.
Plodem je nažka obalena okvětím. Semeno je oblé, ze dvou stran zploštělé o velikosti 1 až 2,6 mm, může být černé, hnědé, fialové, červené, oranžové nebo žluté barvy, kterou způsobuje pryskyřičný povlak s hořkými saponiny, které se musí před konzumaci odstranit mechanicky (obroušením) nebo chemicky (máčením), pak jsou semena bílá. Semena pokusně vyšlechtěných odrůd bez hořkých saponinů byla ještě před uzráním sezobána ptáky. Embryo semene tvoří 60 % objemu a to má za následek vyšší obsah bílkovin semen merlíku čilského ve srovnání s obilnými zrny. Semena nemají období vegetačního klidu a mohou ihned klíčit, nejsou-li však vhodné podmínky zůstanou v půdě a podrží si klíčivost 2 až 3 roky.
Je to druh velice proměnlivý, roste od rovníkových oblastí až po Chile (od 8°severní šířky po 30° jižní šířky) a od téměř hladiny moře po nadmořskou výšku 4000 m. Jsou vyšlechtěny kultivary s velice rozdílnou dobou růstu, 90 až 220 dnů od vysetí do sklizně. Kvete v květnu až říjnu, sklízí se v červenci až srpnu. Je krátkodenní rostlinou, při kratším dni kvete dřív. Merlík čilský lze pěstovat i v podmínkách, ve kterých obiloviny již dostatečně neplodí.

## Pěstování
Merlíku čilskému vyhovují písčité, hlinité i těžší půdy s dobrým odvodněním. Není také náročný na kyselost půdy (6 až 8,5 pH), nevadí ani určitá salinita. Klíčící semena a mladé rostliny potřebuji vláhu a chladno, nesnesou však přemokření. Starší před dozráváním mohou mít i sucho, vyšší teploty nejsou na škodu. Snáší také silný vítr, nemůže však růst ve stínu. Přežije bez újmy i mrazíky do -5 °C vyjma období kvetení.
Při tradičním pěstování se vysévá po předplodině brambory s využitím zbytkových organických hnojiv a mlátí se ručně, tehdy se dosahuje hektarových výnosů 1,5 t. Za příznivých podmínek, při dodání dusíku do půdy a strojním vymlácení, se dosahuje hektarového výnosu až 5 t, což je srovnatelné s výtěžností u obilovin.
Rozmnožuje se výhradně semeny. Mladé rostlinky po vzklíčení rostou pomalu, nutno zabránit zaplevelení, speciální herbicidy neexistují. Rostliny jsou napadány plísněmi, mšicemi a larvami hmyzu. Déletrvající déšť smyje z nedozralých zrn vrstvu se saponiny a zrna se stanou oblíbenou potravou ptáků.
Usychající rostliny se sklízejí těsně po začátku dozrávání, protože zralá semena sama vypadávají. Dozralá semena již za 24 hod po navlhnutí začínají klíčit, proto je sklizeň značně problematická za deště.

## Využití
Během růstu se konzumují čerstvé listy v různých salátech, ale hlavně se využívá zralých semen. Mele se z nich mouka, která má výborné vlastnosti ve spojení s obilnou nebo kukuřičnou, na pečení chleba a různých sušenek. Celá semena se používají k vaření kaší, zahušťování polévek i k výrobě cereálií, také se z nich připravuje kvašený alkoholický nápoj „čiča“.
Mouka z merlíku čilského neobsahuje lepek, je vhodná pro nemocné celiakií. Semena jsou dobrým zdrojem některých vitaminů – thiaminu, riboflavinu, kyseliny listové, beta-karotenu, alfa-tokoferolu a vitaminu C, obsahují 60 % škrobu, 23 % esenciálních bílkovin, 5 % sacharidů, 4 až 9 % tuků, jejich energetická hodnota je 374 kcal/1566 kJ na 100 g.
Merlík má poměrně nízký glykemický index, díky kterému je quinoa vhodnou potravinou pro diabetiky.
V dnešní době je merlík čilský ceněn hlavně díky vysoké nutriční hodnotě a OSN ho klasifikovalo jako jednu z plodin obsahujících velmi vysoké procento bílkovin.
Valné shromáždění OSN vyhlásilo rok 2013 Mezinárodním rokem quinoy, aby zvýšilo povědomí o této plodině.
NASA jej zařadila jako vhodnou plodinu do výzkumného programu, jehož výsledky by umožnily podporovat a udržet lidský život během dlouhých vesmírných letů řízených člověkem. Je také jednou z plodin zařazených do programu Fair Trade, který mimo jiné garantuje spravedlivou cenu pokrývající náklady na produkci a životní potřeby.

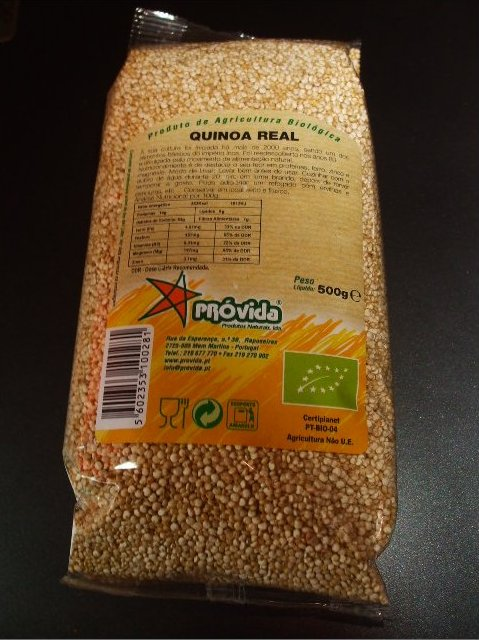
balení quinoy
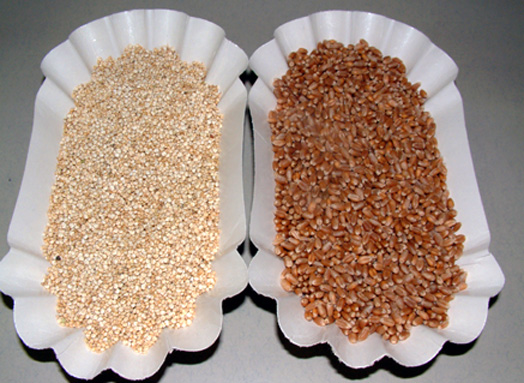
srovnání quinoy a měkké pšenice
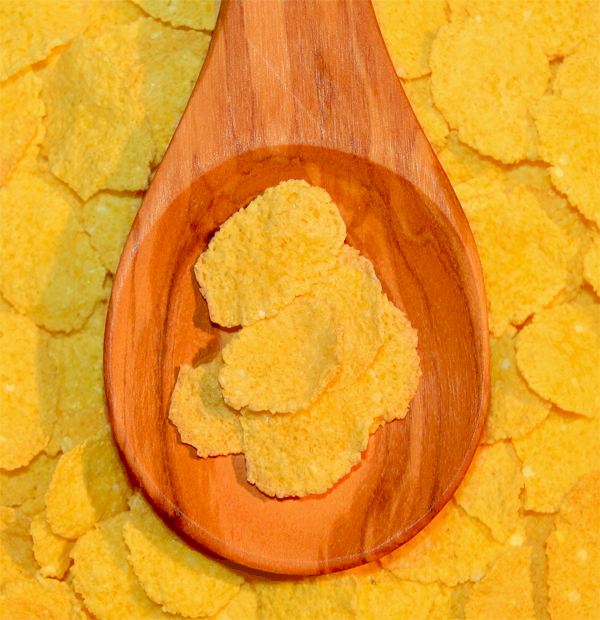
lupínky z quinoy